# Lasianthus obscurus
Lasianthus obscurus är en måreväxtart som först beskrevs av Dc., och fick sitt nu gällande namn av Carl Ludwig von Blume och Friedrich Anton Wilhelm Miquel. Lasianthus obscurus ingår i släktet Lasianthus och familjen måreväxter. Inga underarter finns listade i Catalogue of Life.